# 2445 Blazhko
2445 Blazhko este un asteroid din centura principală, descoperit pe 3 octombrie 1935, de Pelagheia Șain.